# آيت محند (تدزي)
آيت محند هي إحدى مشيخات المملكة المغربية، تتبع جغرافيا لإقليم الصويرة وإداريًا لتدزي. يقدر عدد سكانها بـ 6029 نسمة حسب الإحصاء الرسمي للسكان والسكنى لسنة 2004.